# Chauncey Olcott

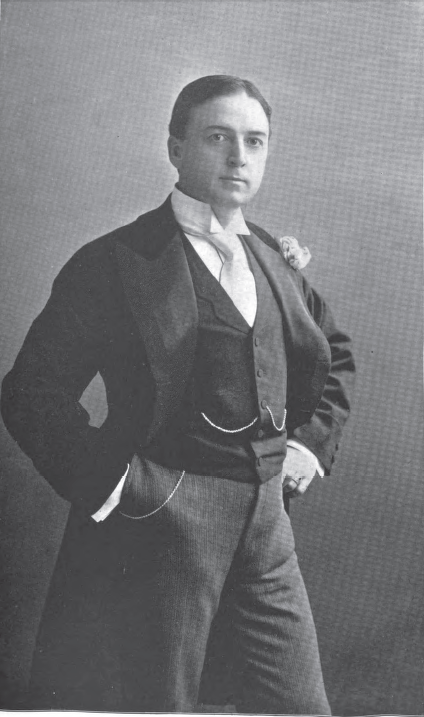
Schauspieler Chauncey Olcott, 1896, Foto von W. M. Morrison

Chauncey Olcott (* 21. Juli 1858 als John Chancellor Olcott in Buffalo; † 18. März 1932 in Monte-Carlo) war ein US-amerikanischer Bühnenschauspieler, Songwriter und Sänger.

## Leben
Olcott wurde in Buffalo, New York geboren. Seine Mutter Margaret Doyle war gebürtig in Killeagh im irischen Cork.
In den frühen Jahren seiner Karriere sang Olcott in Minstrel Shows, bevor er in London in den 1880er Jahren Gesang studierte. Lillian Russell spielte eine wichtige Rolle dabei, ihn zu einem Broadway-Star zu machen. Als ihn der Produzent Augustus Pitou 1893 ansprach, ob er William J. Scanlan als leitender Tenor in sentimentalen Operetten mit irischen Themen nachfolgen wolle, akzeptierte Olcott und spielte für den Rest seiner Karriere pseudo-irische Rollen.
Er kombinierte die Rollen als Tenor, Schauspieler, Liedtexter und Komponist in vielen Produktionen. Er schrieb die kompletten Partituren irischer Musicals wie Sweet Inniscara (1897), A Romance of Athlone (1899), Garrett O’Magh (1901) und Old Limerick Town (1902). Für andere Produktionen arbeitete er mit Ernest R. Ball und George Graff in Werken wie The Irish Artist (1894), Barry of Ballymore (1910), Macushla (1912) und The Isle o’ Dreams (1913) zusammen. Es gibt etwa 20 solcher Werke entstanden zwischen 1894 und 1920.
Er war ein Songwriter, der die Stimmung seines irisch-amerikanischen Publikums durch die Kombination von melodischen und rhythmischen Phrasen aus der traditionellen irischen Musik mit melancholischem Gefühl traf. Einige Lieder aus seinen Musicals wurden sehr populär, wie My Wild Irish Rose aus dem Musical A Romance of Athlone, Mother Machree aus dem Musical Barry of Ballymore und When Irish Eyes Are Smiling aus dem Musical The Isle o’ Dreams. Manchmal hat er die Melodien von anderen Künstlern ausgeliehen, wie der Titeltrack von Macushla vom irischen Komponisten Dermot Macmurrough (Pseudonym von Harold R. White) oder Too Ra Loo Ra Loo Ral (irisches Wiegenlied) von James Royce Shannon für seine Produktion Shameen Dhu (1914).
1925 zwang ihn eine schwere Krankheit aus dem Berufsleben auszuscheiden, und er zog nach Monte-Carlo, wo er 1932 an Perniziöser Anämie starb. Sein Leichnam wurde in die Heimat überführt und auf dem Woodlawn-Friedhof in der Bronx in New York City beigesetzt.

## Vermächtnis

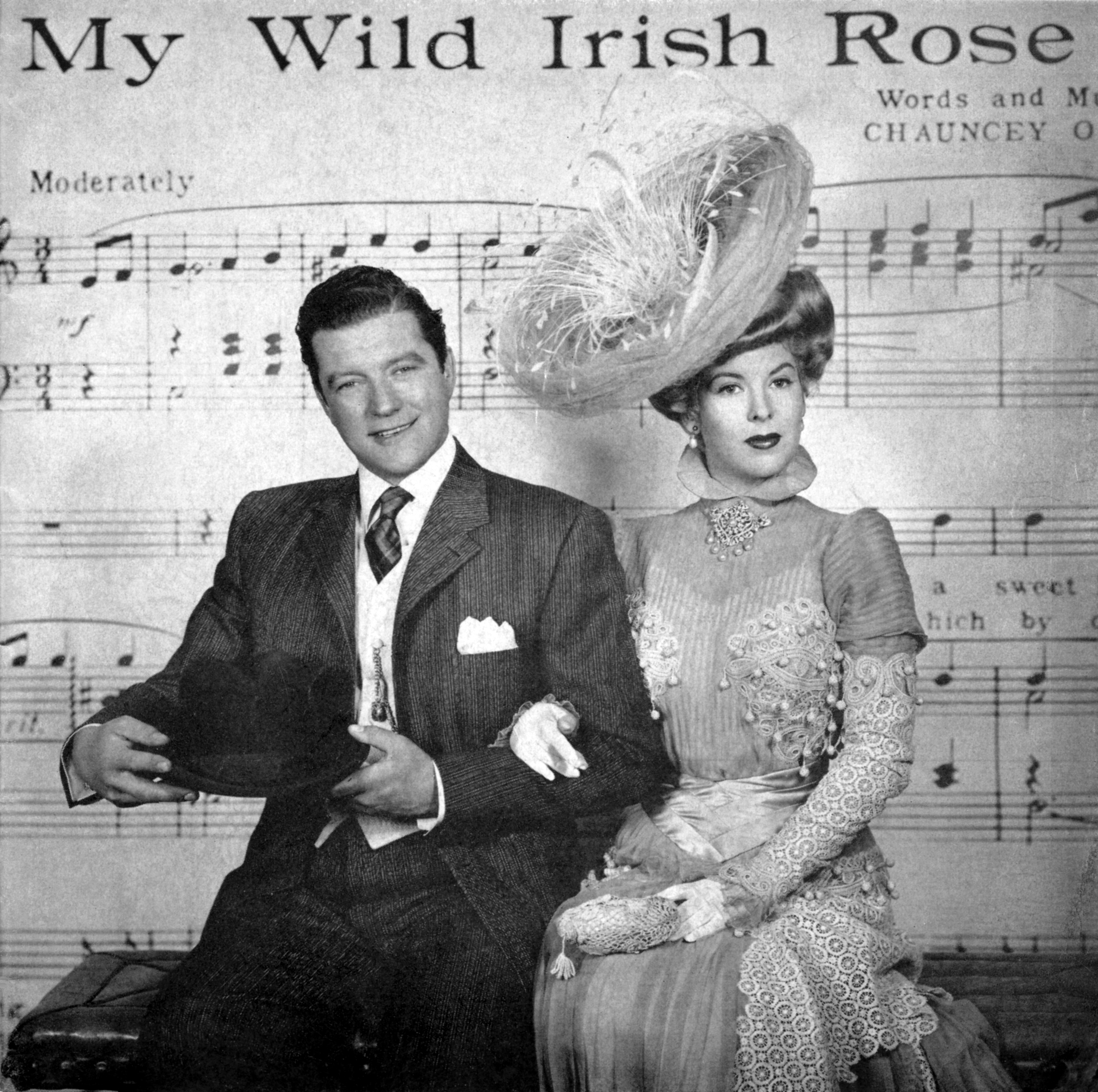
Dennis Morgan als Chauncey Olcott und Andrea King als Lillian Russell in dem Film My Wild Irish Rose (1947)

Olcotts Lebensgeschichte wurde in dem 1947 bei Warner Bros. Entertainment erschienenen Kinofilm My Wild Irish Rose mit Dennis Morgan als Olcott in der Hauptrolle erzählt. Die Handlung des Films basiert auf der Biographie Song in His Heart (1939) von Olcotts Witwe Rita. 1970 wurde Chauncey Olcott posthum in die Songwriters Hall of Fame aufgenommen.